# Zapasy na Igrzyskach Ameryki Środkowej i Karaibów 1950
Turniej w ramach Igrzysk w Gwatemali 1950 

## Tabela medalowa
|   | Państwo   |   |   |   | Razem: |
| - | --------- | - | - | - | ------ |
| 1 | Kuba      | 4 | 0 | 1 | 5      |
| 2 | Meksyk    | 2 | 2 | 2 | 6      |
| 3 | Gwatemala | 1 | 5 | 2 | 8      |
| 4 | Panama    | 1 | 1 | 3 | 5      |
|   | razem:    | 8 | 8 | 8 | 24     |

## Wyniki

### W stylu wolnym
| Waga   | złoty              | srebrny               | brązowy          |
| ------ | ------------------ | --------------------- | ---------------- |
| 54 kg  | Rafel Barocio      | Carlos A.Barria       | Marco A.Letona   |
| 58 kg  | Oswaldo Johnston   | Guillermo Castellanos | Carlos Rodríguez |
| 63 kg  | Luis Serra Sánchez | Delmiro Bernal        | Mario A.Gónzales |
| 69 kg  | José López         | Alejandro Albany      | Gerardo Jiménez  |
| 76 kg  | Mario Costa        | Daniel Mathurin       | Pablo E.Ledesma  |
| 85 kg  | Eduardo Assam      | Rafael Ayau           | Jose Granucci    |
| 90 kg  | Jóse M.Albiñana    | Arturo Monterroso     | Miguel Meneses   |
| 130 kg | Luis Friedman      | Jorge Gomar           | Luis Martell     |